# دلارستاق

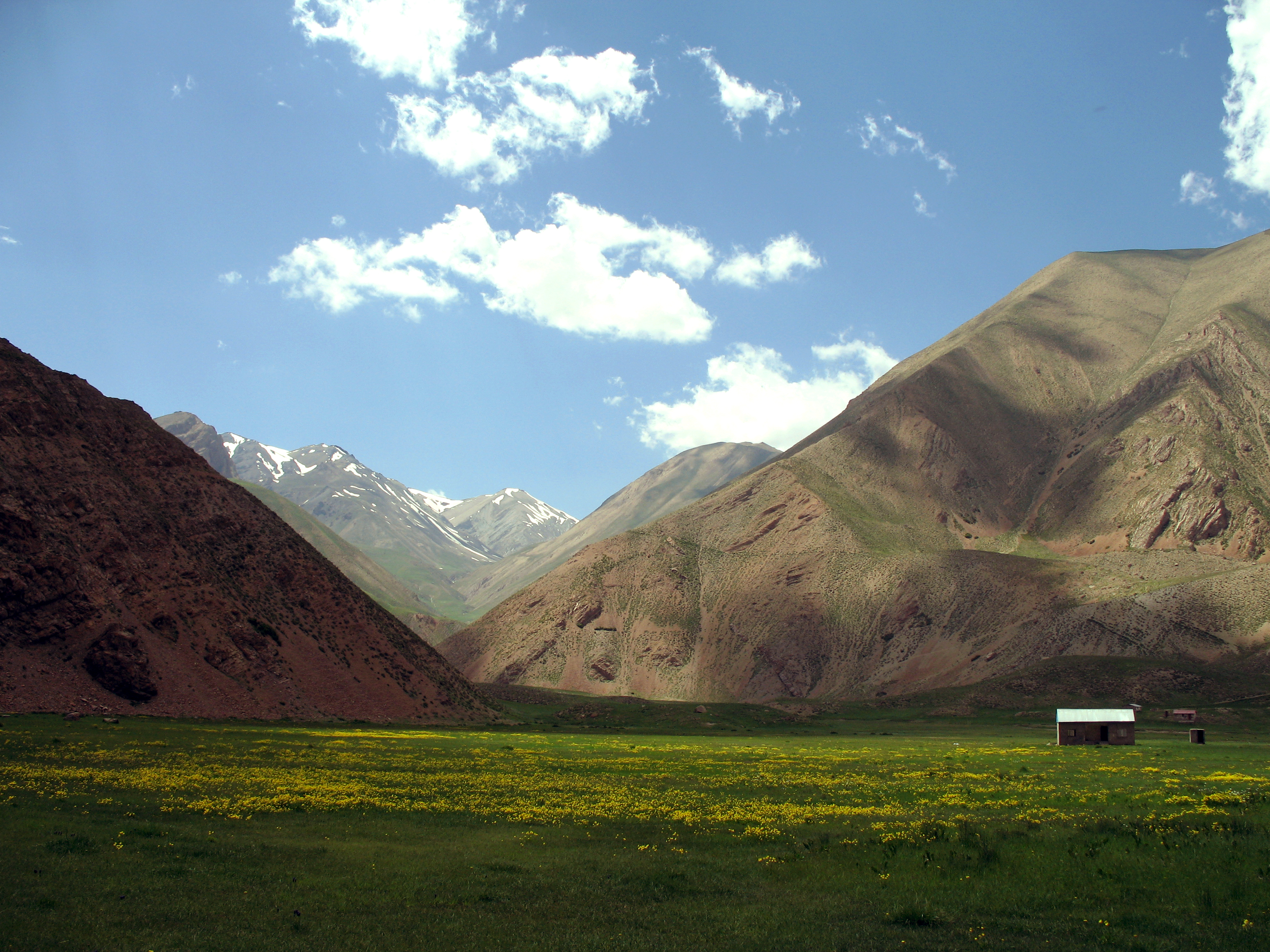
طبیعت نمارستاق.

دلارِستاق نام منطقه‌ای کوهستانی در بخش لاریجان شهرستان آمل در استان مازندران ایران است.

## جغرافیا
موقعیت جغرافیایی این منطقه روستایی حدود ۵١ درجه و ٥٨ دقیقه شرق گرینویچ و ۳۶ درجه و ٢ دقیقه شمال خط استوا می باشد. رودخانه نمار از میان روستا میشود و در پایین دست از دهستان نمارستاق میگذرد. مرکز منطقه، دهستان میانده

## جاذبه‌ها

### طبیعی
- آبشار میانده: این آبشار در پایین دست پلی فلری واقع شده و از روی صخره ای بلند به پایین میریزد. مسیر دسترسی به این آبشار از طریق جاده هراز در سمت چپ خروجی به دلارستاق و روستای میانده است.

### تاریخی
از اماکن تاریخی آن میتوان به مقبره شیخ شهاب الدین و مقبره سلطان احمد که مربوط به دوره صفویان است اشاره کرد. 